# Depot von Sadersdorf
Das Depot von Sadersdorf (heute Sadzarzewice) ist ein archäologischer Depotfund aus der Frühbronzezeit, der bei Sadersdorf in der heutigen Gemeinde Gubin entdeckt wurde.
Der Hortfund war in einem Gefäß vergraben und ist heute verschollen. Er bestand aus zwei ineinander gesteckten Armspiralen (Ostdeutsche Form), sechs Randleistenbeilen und drei facettierten massiven Bronzeringen. Der Fund wird der Aunjetitzer Kultur zugeordnet.